# Samoa
Samoa (pronunciado em português europeu: [sɐˈmoɐ]; pronunciado em português brasileiro: [saˈmoɐ]; pronunciado em inglês: [səˈmoʊ.ə] (escutarⓘ); em samoano:  Sāmoa, pronunciado: [ˌsaːˈmoa]), oficialmente Estado Independente de ou da Samoa (em inglês:  Independent State of Samoa; em samoano: Malo Saʻoloto Tutoʻatasi o Sāmoa), e até 1997 chamada Samoa Ocidental, é um Estado soberano da Polinésia na Oceania, constituído pelas duas ilhas ocidentais (e maiores) das Ilhas Samoa: Savai'i e Upolu. O seu vizinho mais próximo é a Samoa Americana, a leste, e os restantes são Tonga a sul, Tuvalu a noroeste, Wallis e Futuna a oeste e Toquelau a norte. A capital é Apia.
Samoa é membro da Comunidade Britânica. O país conseguiu sua independência da Nova Zelândia em 1962, e foi admitida como Samoa Ocidental nas Nações Unidas em 15 de dezembro de 1976. Todo o arquipélago, que inclui Samoa Americana, foi chamado de "Ilhas Navegadores" por exploradores europeus antes do século XX por causa das habilidades marítimas dos samoanos.

## História
A data mais antiga até agora para o início da habitação humana de Samoa foi calculada por cientistas da Nova Zelândia para uma verdadeira idade de há cerca de 3 mil anos, após examinarem um sítio arqueológico Lapita em Mulifanua durante a década de 1970.
As origens dos samoanos são estudadas de perto em pesquisas modernas sobre a Polinésia em várias disciplinas científicas, como genética, linguística e antropologia. A pesquisa científica está em andamento, embora existam várias teorias diferentes; Incluindo uma que propõe que os samoanos se originaram de predecessores austronésios durante o período de expansão Lapita para o leste do sudeste asiático e melanésia entre 2500 e 1500 a.C..
Os laços socioculturais e genéticos íntimos foram mantidos entre Samoa, Fiji e Tonga, e o registro arqueológico suporta a tradição oral e genealogias nativas que indicam viagens inter-ilha e casamentos entre samoanos, fijianos e tonganeses pré-históricos.
O contato com os europeus começou no início do século XVIII. O neerlandês Jacob Roggeveen, foi o primeiro europeu conhecido a visitar as Ilhas Samoa em 1722. Esta visita foi seguida pelo explorador francês Louis-Antoine de Bougainville, que as nomeou Ilhas Navigator em 1768. O contato era limitado antes da década de 1830, que é quando os missionários e comerciantes ingleses começaram a chegar.
O trabalho missionário cristão em Samoa começou em 1830 por John Williams, da Sociedade Missionária de Londres, chegando a Sapapali'i das Ilhas Cook e Taiti. De acordo com Barbara A. West, "os samoanos também eram conhecidos por se envolverem em 'caça à cabeça', um ritual de guerra em que um guerreiro assumia a cabeça de seu adversário morto para dar ao seu líder, provando sua bravura". No entanto, Robert Louis Stevenson, que morou em Samoa de 1889 até a sua morte em 1894, escreveu em A Footnote to History: Oito anos de dificuldade em Samoa, "...os samoanos são pessoas gentis".
Os alemães, em particular, começaram a mostrar um grande interesse comercial nas ilhas samoanas, especialmente na ilha de Upolu, onde as empresas alemãs monopolizavam o processamento de grãos de cacau. Os Estados Unidos apresentaram sua própria reivindicação, com base em interesses de transporte comercial em Pearl River, no Havaí e na Baía de Pago Pago, em Samoa Oriental, e alianças forçadas, mais visivelmente nas ilhas de Tutuila e Manu'a, que se tornaram Samoa Americana.
A Grã-Bretanha também enviou tropas para proteger empresas empresariais britânicas, direitos portuários e escritório consulado. Isto foi seguido por uma guerra civil de oito anos, durante a qual cada uma das três potências forneceu armas, treinamento e, em alguns casos, tropas de combate para as partes samoanas em guerra. A crise samoana chegou a uma conjuntura crítica em março de 1889, quando os três contendores coloniais enviaram navios de guerra para o porto de Apia e uma guerra em grande escala parecia iminente. Mas uma enorme tempestade em 15 de março de 1889 danificou ou destruiu os navios de guerra, terminando o conflito militar.
A Segunda Guerra Civil de Samoa atingiu uma posição em 1898, quando a Alemanha, o Reino Unido e os Estados Unidos foram presos em disputa sobre quem deveria controlar as Ilhas Samoa. O cerco de Apia ocorreu em março de 1899. As forças samoanas leais ao príncipe Tanu foram sitiados por uma força maior de rebeldes samoanos leais a Mata'afa Iosefo. O apoio do Príncipe Tanu foi o desembarque de quatro navios de guerra britânicos e americanos. Depois de vários dias de luta, os rebeldes samoanos foram finalmente derrotados.
Navios de guerra americanos e britânicos bombardearam Apia em 15 de março de 1899, incluindo o USS Philadelphia. A Alemanha, o Reino Unido e os Estados Unidos decidiram rapidamente acabar com as hostilidades e dividir a cadeia de ilhas na Convenção Tripartite de 1899, assinada em Washington em 2 de dezembro de 1899, com ratificações trocadas em 16 de fevereiro de 1900.
O grupo oriental da ilha tornou-se um território dos Estados Unidos (as Ilhas Tutuila em 1900, e oficialmente Manu'a em 1904) e ficaram conhecido como Samoa Americana. As ilhas ocidentais, de longe a maior massa de terra, se tornaram a Samoa alemã. O Reino Unido desistiu de todas as suas reivindicações sobre Samoa e, em contrapartida, recebeu (1) rescisão dos direitos alemães em Tonga, (2) todas as Ilhas Salomão ao sul de Bougainville e (3) alinhamentos territoriais na África Ocidental.

### Samoa alemã
O Império Alemão governou as ilhas Samoanas ocidentais de 1900 a 1914. "Sobretudo, o período do governo alemão foi o mais progressivo, economicamente, que o país experimentou". Wilhelm Solf foi nomeado primeiro governador da colônia. Em 1908, quando o movimento de resistência não violento de Mau a Pule surgiu, Solf não hesitou em banir o líder do Mau Lauaki Namulauulu Mamoe para Saipan nas Marianas Setentrionais.
A administração colonial alemã governou o princípio "há apenas um governo nas ilhas", Assim, não havia um Samuan Tupu (rei), nem um alii sili (semelhante a um governador), mas dois Fautua (conselheiros) foram nomeados pelo governo colonial. Tumua e Pule (governos tradicionais de Upolu e Savai'i) foram por um tempo silencioso; Todas as decisões sobre assuntos que afetavam terras e títulos estavam sob o controle do governador colonial.
No primeiro mês da Primeira Guerra Mundial, em 29 de agosto de 1914, tropas da Força Expedicionária da Nova Zelândia pousaram sem oposição em 'Upolu e assumiram o controle das autoridades alemãs, na sequência de um pedido da Grã-Bretanha para que a Nova Zelândia realizasse este "grande e urgente Serviço imperial".

### Controle neozelandês (1914-1962)
Após conquistar a colônia alemã, a Nova Zelândia permaneceu com a ocupação do território até 1920, quando a Nova Zelândia passou a controlar Samoa por meio de um mandato de Classe C sob a tutela da Liga das Nações, e depois através de um protetorado das Nações Unidas. Seguiu-se uma série de administradores da Nova Zelândia responsáveis por dois grandes incidentes. No primeiro incidente, cerca de um quinto da população samoana morreu na epidemia de gripe de 1918-1919. Entre 1919 e 1962, Samoa foi administrada pelo Departamento de Assuntos Externos, um departamento governamental especialmente criado para supervisionar os Territórios das Ilhas da Nova Zelândia e Samoa. Em 1943, este Departamento foi renomeado do Departamento de Territórios Insulares depois que um Departamento de Assuntos Externos separado foi criado para dirigir os assuntos estrangeiros da Nova Zelândia.
Em 1919, a Comissão Real de Inquérito sobre a Epidemia concluiu que não houve epidemia de gripe pneumônica na Samoa Ocidental antes da chegada do SS Talune de Auckland em 7 de novembro de 1918. A administração neozelandesa permitiu que o navio encurralasse em violação da quarentena; Dentro de sete dias após a chegada deste navio, a gripe tornou-se epidêmica em Upolu e depois se espalhou rapidamente pelo resto do território.
O segundo incidente principal surgiu de um protesto inicialmente pacífico pelo Mau (que literalmente se traduz como "opinião fortemente mantida"), um movimento popular não violento que teve seus inícios no começo dos anos 1900 em Savai'i, liderado por Lauaki Namulauulu Mamoe, Um orador chefe deposto por Solf. Em 1909, Lauaki foi exilado em Saipan e morreu em trânsito de volta a Samoa em 1915.
Em 1918, Samoa tinha uma população de cerca de 38 mil samoanos e 1,5 mil europeus.
No entanto, os samoenses se ressentiram muito do domínio colonial da Nova Zelândia e culparam a inflação e a catastrófica epidemia de gripe de 1918 pela desordem do país. No final da década de 1920, o movimento de resistência contra o domínio colonial reuniu um amplo apoio. Um dos líderes do Mau era Olaf Frederick Nelson, um comerciante sueco-samoano. Nelson finalmente foi exilado no final da década de 1920 e no início dos anos 1930, mas continuou a auxiliar a organização financeiramente e politicamente. De acordo com a filosofia não violenta do Mau, o líder recém-eleito, o chefe principal Tupua Tamasese Lealofi, liderou o seu companheiro do Mau uniformizado em uma manifestação pacífica no centro de Apia em 28 de dezembro de 1929. A polícia da Nova Zelândia tentou prender um dos líderes na manifestação. Quando ele resistiu, uma luta se desenvolveu entre a polícia e Mau. Os oficiais começaram a disparar aleatoriamente na multidão e uma metralhadora Lewis, montada em preparação para essa demonstração, foi usada para dispersar os manifestantes. O chefe Tamasese foi baleado por trás e morto enquanto tentava trazer calma e ordem aos manifestantes do Mau, gritando "Paz, Samoa". Outros dez morreram naquele dia e aproximadamente 50 ficaram feridos por ferimentos de bala e bastões policiais. Esse dia viria a ser conhecido em Samoa como sábado negro. O Mau cresceu, permanecendo firmemente não violento, e expandiu-se para incluir o setor de mulheres altamente influente.

### Independência (1962)
Após os repetidos esforços do movimento de independência samoano, a Western Samoa Act 1961 (Lei de Samoa Ocidental), de 24 de novembro de 1961, concedeu a independência da Samoa, com vigência a partir de 1 de janeiro de 1962, após a qual o Contrato de Tutela terminou. Samoa também assinou um tratado de amizade com a Nova Zelândia. Samoa foi o primeiro pequeno país insular do Pacífico a se tornar independente, se juntou à Commonwealth em 28 de agosto de 1970. Embora a independência foi alcançada no início de janeiro, Samoa celebra anualmente o 1 de junho como dia da independência.
O escritor de viagens Paul Theroux observou diferenças marcantes entre as sociedades da Samoa Ocidental e da Samoa Americanas em 1992.
Em 2002, a primeira-ministra da Nova Zelândia, Helen Clark, pediu uma profunda desculpa pelo papel da Nova Zelândia nos eventos de 1918 e 1929.

### Mudança de nome
Em 1997, foi aprovada a mudança de nome de Samoa Ocidental para Samoa. A decisão desagrada à Samoa Americana, território dos Estados Unidos, afirmando que a mudança diminuiu sua própria identidade. Até hoje, parlamento de Samoa Americana prefere seguir chamando o vizinho como Samoa Ocidental.

### Século XXI
Em 7 de setembro de 2009, o governo mudou a orientação para motoristas: os samoanos agora dirigem no lado esquerdo da estrada. Isso trouxe a Samoa em linha com muitos outros países da região. Samoa tornou-se assim o primeiro país no século XXI que mudou o sistema de circulação de motoristas para a esquerda.
Em 2011 pulou o dia 30 de dezembro e passou para o lado ocidental da Linha Internacional de Mudança de Data. Esta mudança teve como objetivo ajudar a nação a impulsionar sua economia em fazer negócios com a Austrália e a Nova Zelândia. Antes dessa mudança, Samoa estava 21 horas atrás do fuso horário de Sydney, mas a mudança significa que agora está três horas à frente. O fuso horário anterior, implementado em 4 de julho de 1892, operava de acordo com comerciantes americanos com sede na Califórnia.

## Geografia

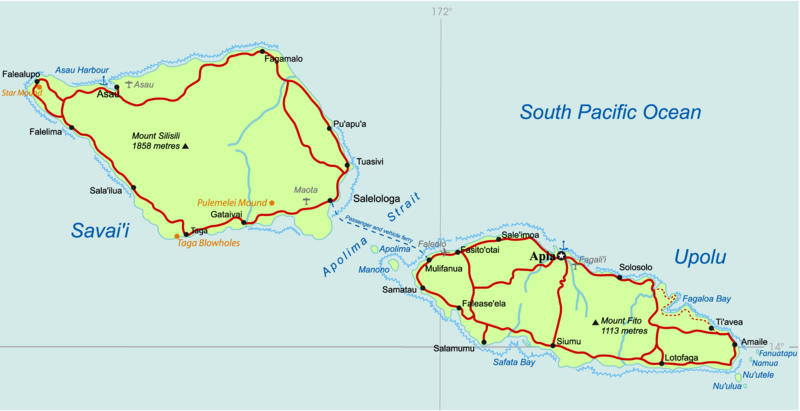
Mapa de Samoa

As ilhas de Samoa situam-se no sul do Oceano Pacífico, na região da Polinésia, entre o Havai e a Nova Zelândia. A área total do país é de 2 842 km², que consiste em duas grandes ilhas principais: Upolu e Savai'i, separadas pelo estreito de Apolima, que representam 99% da área total de Samoa, além de oito pequenas ilhotas.

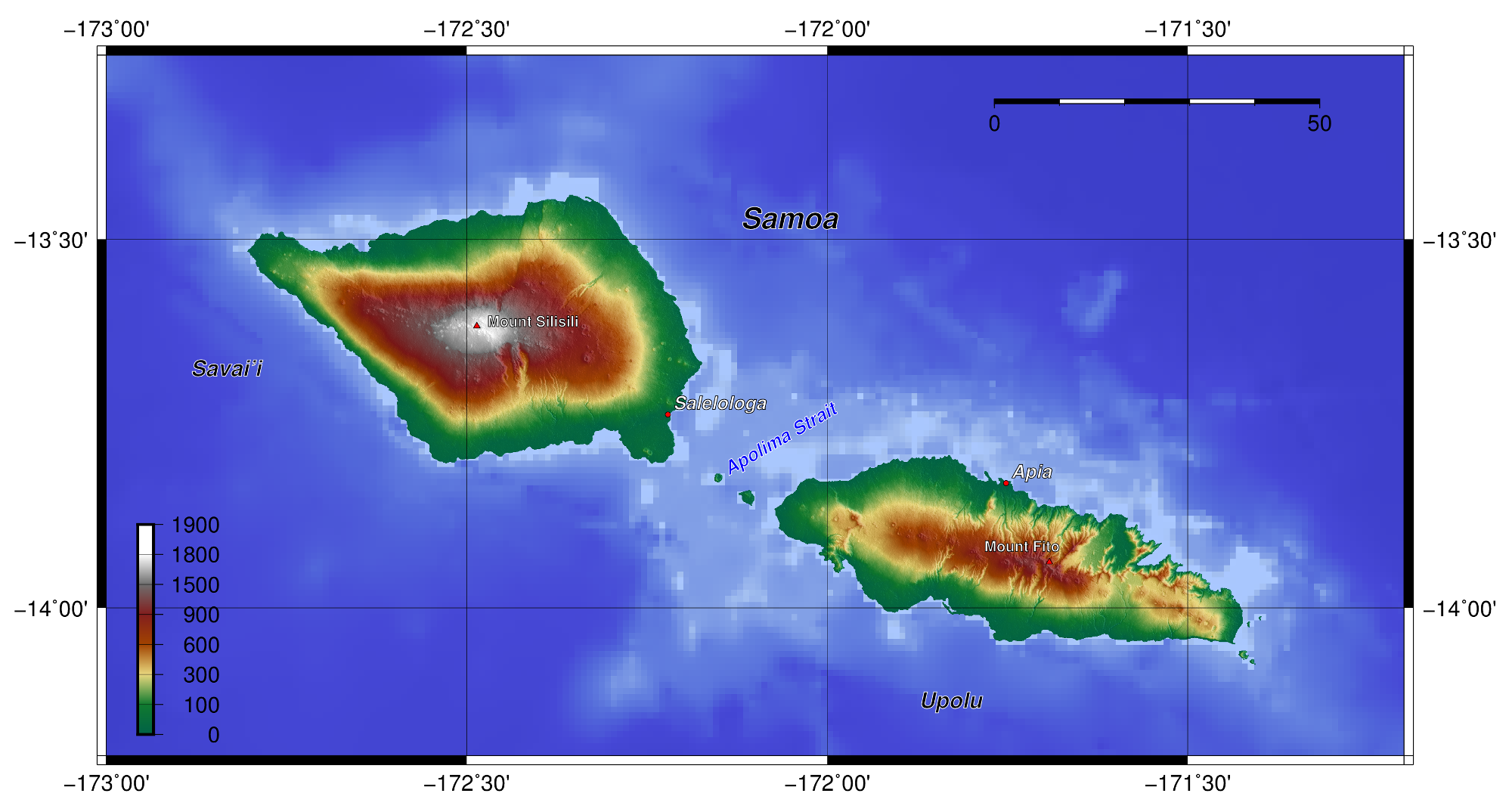
Topografia de Samoa

Três ilhotas são encontradas no Estreito de Apolima: Ilha Manono, Apolima e Nu'ulopa, sendo que esta última é a única desabitada. As outras quatro ilhotas formam as chamadas Ilhas Aleipatas, que é constituída por Nu'utele, Nu'ulua, Namua e Fanuatapu, localizadas no largo da extremidade oriental da Upolu, estando todas estas desabitadas. Há ainda, a ilhota desabitada de Nu'usafe, com menos de 0,01 km² de área, no largo da costa sul de Upolu, na aldeia de Vaovai. A principal ilha, Upolu, abriga quase três quartos da população de Samoa, e é onde está sua capital, Apia.
As ilhas de Samoa são de origem vulcânica, cuja fonte é provavelmente o resultado de uma pluma mantélica. Apesar de todas as ilhas terem origens vulcânicas, somente Savai'i, a mais ocidental das ilhas de Samoa, possui atividade vulcânica. O ponto mais alto em Samoa é a Mauga Silisili, com 1 858 metros de altitude. Os campos de lava em [[Saleaula, na costa centro-norte de Savai'i, são o resultado das erupções do Monte Matavanu, que deixaram 50 km² de lava solidificada.
O clima é equatorial, com uma temperatura média anual de 26,5 °C, e uma estação chuvosa que vai de novembro a abril. Savai'i é a maior das ilhas de Samoa e a sexta maior ilha da Polinésia, depois das ilhas Norte, Sul, Stewart e as ilhas havaianas de Havai e Maui. A população de Savai'i é de 42 000 habitantes.

## Demografia
Samoa informou uma população de 194 320 em seu censo de 2016. Cerca de três quartos da população vivem na principal ilha de Upolu.
92,6% da população são samoanos, 7% de Euronesianos (pessoas de ascendência europeia e polinésia mista) e 0,4% são europeus, de acordo com o CIA World Factbook. Somente os maoris da Nova Zelândia superam os samoanos entre os grupos polinésios.
A língua samoana (Gagana Fa'asāmoa) e o inglês são os idiomas oficiais. Incluindo falantes de uma segunda língua, há mais falantes de samoanos do que ingleses em Samoa. A Língua de Sinais Samoana é também usada por pelo menos uma parte da população surda.
A densidade demográfica de Samoa é estimada em 66 hab./km². No período 2000-2005, o crescimento demográfico registrado foi de 0,97%. A taxa de fecundidade é relativamente alta, de 4 filhos por mulher. A expectativa de vida no país é considerada boa, sendo de 68,4 anos para os homens e 74,7 anos para as mulheres.

### Religião

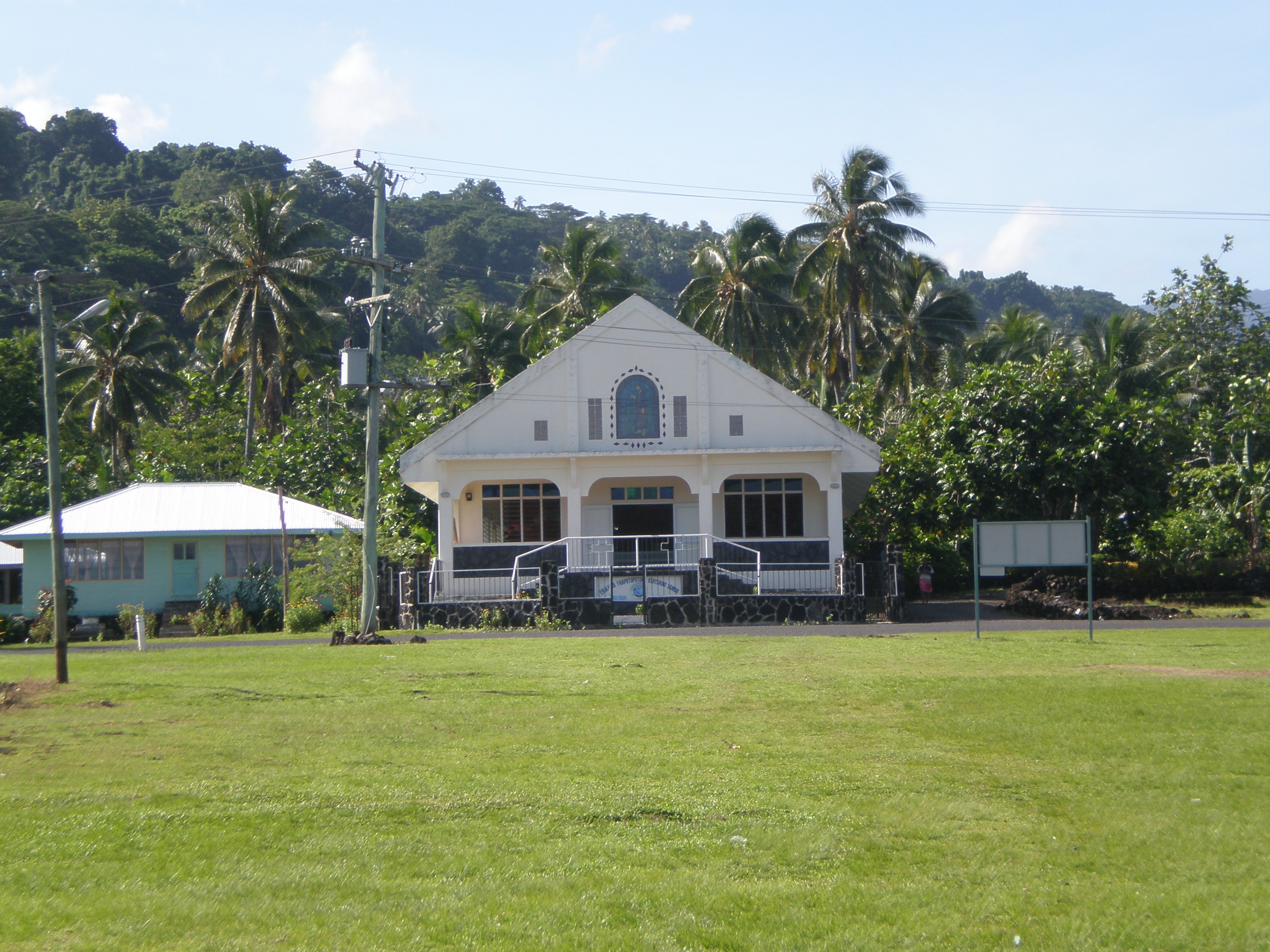
Igreja em uma pequena vila de Samoa

Em 2017, Samoa tornou-se oficialmente um país cristão após aprovação, de forma quase unânime, de uma emenda constitucional que alterou o artigo 1.º da Constituição do País. O texto do referido artigo passou de "Samoa é fundada em Deus" para "Samoa é uma nação cristã, fundada em Deus Pai, Filho e Espírito Santo". Dessa forma, Samoa deixou a condição de Estado laico para se tornar Estado confessional cristão.
Embora o país se declare oficialmente cristão, a liberdade religiosa individual é prevista e respeitada na própria constituição e o artigo constitucional que a prevê não será afetado pela mudança. As motivações para se adotar o cristianismo como religião de estado foram a prevenção de conflitos religiosos e a manutenção de costumes tradicionais do país.
Segundo recenseamento realizado em 2001, aproximadamente 98% dos Samoanos são cristãos (65,9% Protestantes, 19,6% Católicos e 12,7% Mórmons) divididos entre muitas igrejas diferentes, incluindo: Igreja Cristã Congregacional de Samoa 35,5%, Igreja Católica Apostólica Romana 19,6%, Igreja Metodista 15%, A Igreja de Jesus Cristo dos Santos dos Últimos Dias 12,7%, Assembleias de Deus 10,6%, Igreja Adventista do Sétimo Dia 3,5%, Centro de Adoração 1,3%, Testemunhas de Jeová 0,25% e 0,8% não especificado. O mesmo recenseamento aponta que 0,03% da população (ou 48 pessoas) são muçulmanas sendo atendidos por uma única mesquita no país inteiro.

### Línguas
O samoano e o inglês são as línguas oficiais do país. Há mais falantes da língua samoana do que falantes do inglês. A língua de sinais de Samoa também é comumente usada entre a população de deficientes auditivos. Para enfatizar a importância da inclusão total com a língua de sinais, a língua de sinais elementar de Samoa foi ensinada aos membros do Serviço de Polícia de Samoa, à Cruz Vermelha e ao público durante a Semana Internacional dos Surdos de 2017.

## Política

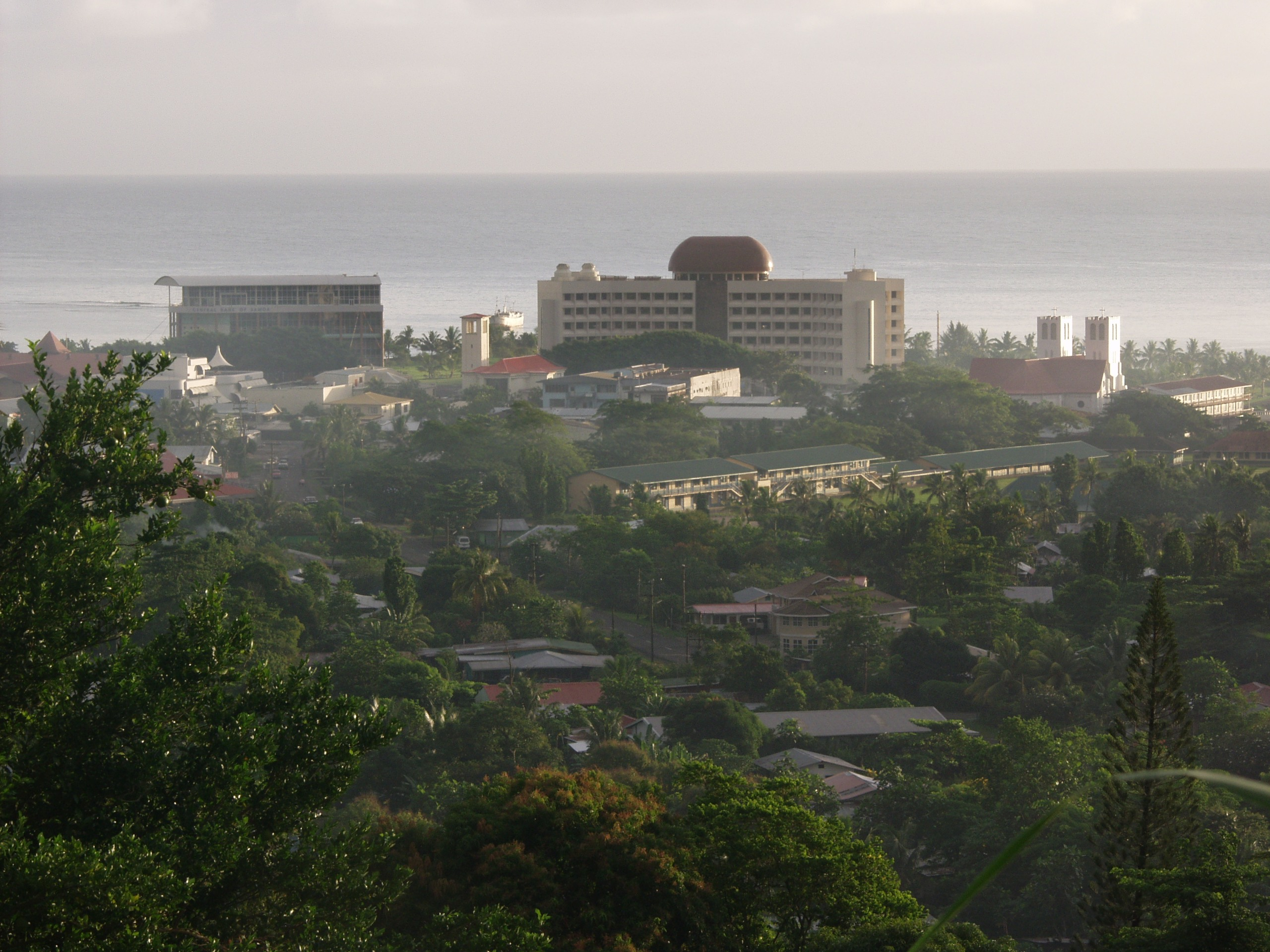
Edifícios governamentais na capital de Samoa, Apia

A constituição de 1960, que formalmente entrou em vigor com a independência da Nova Zelândia em 1962, baseia-se no padrão britânico de democracia parlamentar, modificado para ter em conta os costumes samoanos. O governo nacional moderno de Samoa é referido como Malo.
Fiame Mata'afa Faumuina Mulinu'u II, um dos quatro maiores líderes supremos do país, tornou-se o primeiro-ministro de Samoa. Dois outros chefes supremos no momento da independência foram nomeados chefes de estado conjuntos vitalícios. Tupua Tamasese Mea'ole morreu em 1963, deixando Malietoa Tanumafili II como o único chefe de estado até sua morte em 11 de maio de 2007, sobre o qual Samoa mudou de uma monarquia constitucional para uma república parlamentar de facto. O próximo Chefe de Estado, Tuiatua Tupua Tamasese Efi, foi eleito pela legislatura em 17 de junho de 2007 por um mandato fixo de cinco anos, e foi reeleito sem oposição em julho de 2012.
A legislatura unicameral (Fono) é composta por 49 membros que cumprem um mandato de 5 anos. Quarenta e sete são donos dos títulos de matai (chefe tribal indígena) eleitos de distritos territoriais por samoanos; Os outros dois são escolhidos por não samoanos sem maior afiliação em listas eleitorais separadas. O sufrágio universal foi adotado em 1990, mas apenas os chefes (matai) podem candidatar-se aos assentos samoanos. Existem mais de 25 mil matais no país, dos quais 5% são mulheres. O primeiro-ministro, escolhido por uma maioria no Fono, é nomeado pelo chefe de Estado para formar um governo. As escolhas do primeiro-ministro para os 12 cargos do gabinete são nomeadas pelo chefe de estado, sujeito à confiança contínua do Fono. As mulheres proeminentes na política samoana incluem Latah Feuuimalemau Mata'afa (1928-2007) do distrito eleitoral de Lotofaga, a esposa do primeiro primeiro-ministro de Samoa. Sua filha Fiame Naomi Mata'afa é uma chefe suprema e membro sênior do gabinete. Outras mulheres na política incluem a estudiosa samoana e a eminente professora Aiono Fanaafi Le Tagaloa, a oradora-chefe Matatumua Maimoana e Safuneitu'uga Pa'aga Neri (a partir de 2016, a Ministra da Comunicação e Tecnologia do país).
O sistema judicial incorpora o direito comum inglês e os costumes locais. O Supremo Tribunal de Samoa é o tribunal de maior jurisdição. Sua chefe de justiça é nomeada pelo chefe de Estado sob recomendação do primeiro-ministro.

### Direitos humanos
As principais áreas de preocupação incluem a sub-representação de mulheres, violência doméstica e condições de prisão precárias. Os atos homossexuais são ilegais em Samoa.

## Subdivisões

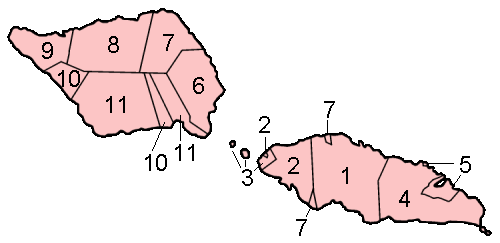
Mapa de Samoa e suas subdivisões em distritos

Samoa compreende 11 itūmālō (distritos políticos). Estes são os 11 distritos tradicionais que foram estabelecidos antes da colonização europeia. Cada distrito tem seu próprio fundamento constitucional (faavae) com base na ordem tradicional de precedência de título encontrada na faalupega de cada distrito (saudações tradicionais).
A aldeia capital de cada distrito administra e coordena os assuntos do distrito e confere o título primordial de cada distrito, entre outras responsabilidades. Por exemplo, o distrito de A'ana tem sua capital em Leulumoega. O título primordial de A'ana é o TuiA'ana. O grupo de oradores que confere este título - o Faleiva (House of Nine) - é baseado em Leulumoega. Isso também é o mesmo para os outros distritos. No distrito de Tuamasaga, o título primordial do distrito - o título Malietoa - é conferido pela FaleTuamasaga, com sede em Afega.
Upolu
1. Tuamasaga (Afega)
2. A'ana (Leulumoega)
3. Aiga-i-le-Tai (Mulifanua)
4. Atua (Lufilufi)
5. Va'a-o-Fonoti (Samamea)

Savai'i
1. Fa'asaleleaga (Safotulafai)
2. Gaga'emauga (Saleaula)
3. Gaga'ifomauga (Safotu)
4. Vaisigano (Asau)
5. Satupa'itea (Satupa'itea)
6. Palauli (Vailoa)

## Economia

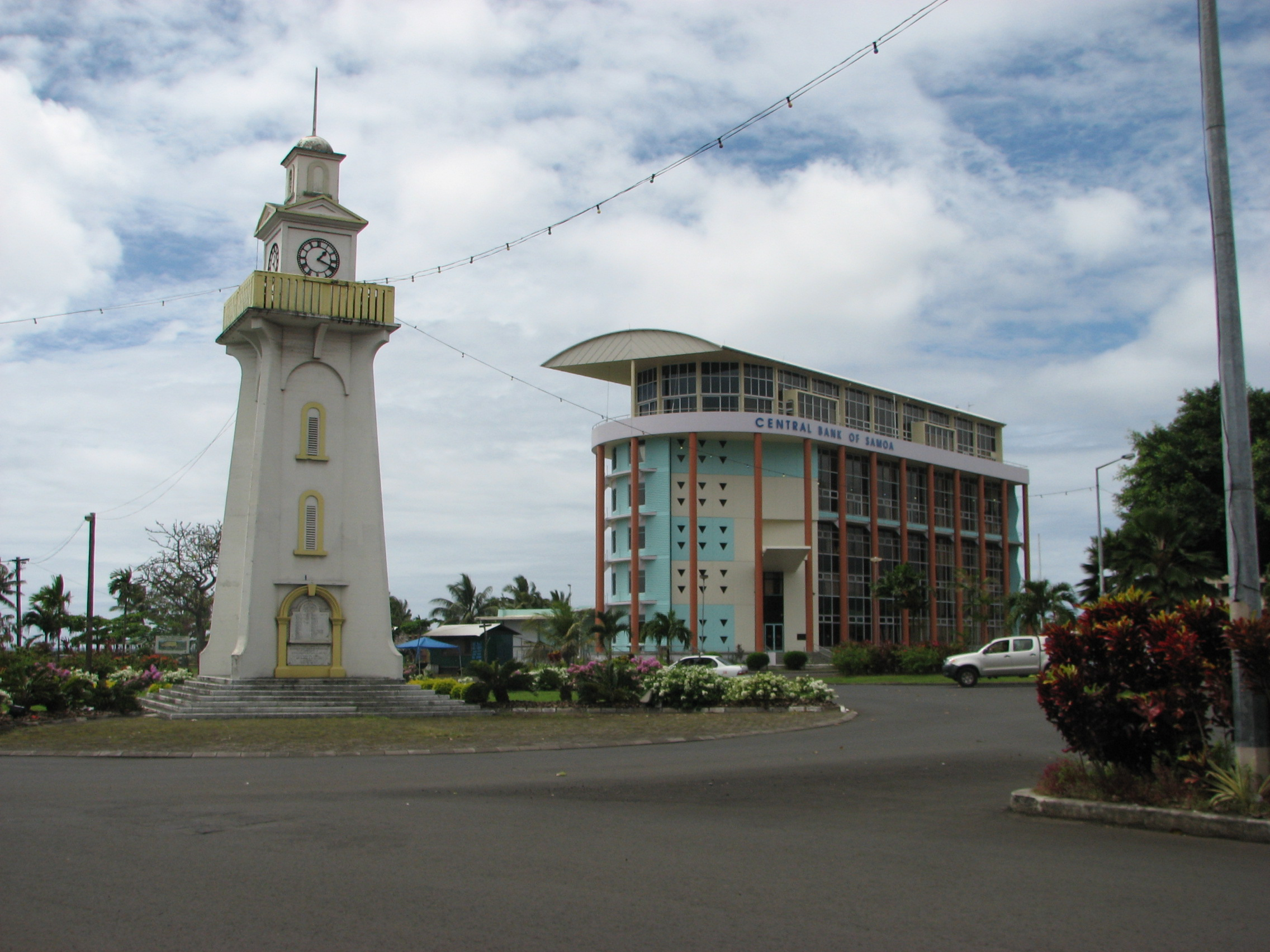
Banco Central de Samoa

Principais produtos de exportação de Samoa em 2019.

O Produto Interno Bruto (PIB) em paridade de poder de compra (PPP) em 2006 foi estimado em US$ 1,218 bilhões. O setor industrial é o maior componente do PIB em 58,4%, seguido pelo setor de serviços em 30,2% (2004 est.). A agricultura representa apenas 11,4% do PIB (2004 est.). A força de trabalho samoana é estimada em 90 000.
A moeda do país é o tālā, emitido e regulado pelo Banco Central de Samoa. A economia da Samoa tem sido tradicionalmente dependente da agricultura e da pesca a nível local. Nos tempos modernos, a ajuda ao desenvolvimento, as remessas familiares privadas do exterior e as exportações agrícolas tornaram-se fatores-chave na economia do país. A agricultura emprega dois terços da força de trabalho, e fornece 90% das exportações, apresentando creme de coco, óleo de coco, noni (suco da fruta não doce, como é sabido em samoano) e copra.
Excetuando uma grande fábrica automotiva (Yazaki Corporation), o setor de fabricação processa principalmente produtos agrícolas. O turismo é um setor em expansão que agora representa 25% do PIB. As chegadas de turistas têm aumentado ao longo dos anos com mais de 100 mil turistas que visitaram as ilhas em 2005, contra 70 mil em 1996.
O governo samoano pediu a desregulamentação do setor financeiro, o incentivo ao investimento e a contínua disciplina fiscal.[carece de fontes?] Os observadores apontam para a flexibilidade do mercado de trabalho como uma força básica para os avanços econômicos futuros.[carece de fontes?] O setor tem sido ajudado enormemente pelos principais investimentos de capital na infraestrutura hoteleira, instabilidade política nos países vizinhos do Pacífico e o lançamento em 2005 da Virgin Samoa, uma joint-venture entre o governo e a Virgin Australia (antes Virgin Blue).
No período anterior à colonização alemã, Samoa produziu principalmente copra. Os comerciantes e colonos alemães atuaram na introdução de operações de plantio em larga escala e no desenvolvimento de novas indústrias, nomeadamente grãos de cacau e borracha, contando com trabalhadores importados da China e da Melanésia. Quando o valor da borracha natural caiu drasticamente, no final da Grande Guerra (Primeira Guerra Mundial), o governo da Nova Zelândia incentivou a produção de bananas, para as quais existe um grande mercado na Nova Zelândia.[carece de fontes?]
Devido às variações de altitude, uma grande variedade de culturas tropicais e subtropicais pode ser cultivada, mas a terra não está geralmente disponível para interesses externos. Do total da área terrestre de 2 934 km², cerca de 24,4% são em culturas permanentes e outros 21,2% são cultiváveis. Cerca de 4,4% pertencem à Western Samoan Trust Estates Corporation (WSTEC).[carece de fontes?]
Os produtos básicos de Samoa são copra (carne de coco seca), feijão de cacau (para chocolate) e bananas. A produção anual de bananas e copra está na faixa de 13 mil a 15 mil toneladas métricas (cerca de 14,5 mil a 16,5 mil toneladas curtas). Se o besouro de rinoceronte em Samoa fosse erradicado, Samoa poderia produzir mais de 40 mil toneladas métricas (44 000 toneladas curtas) de copra. Os feijões de cacau samoanos são de muito alta qualidade e são usados em chocolates finos da Nova Zelândia. A maioria são híbridos Criollo-Forastero. O café cresce bem, mas a produção tem sido desigual. O WSTEC é o maior produtor de café. A borracha foi produzida em Samoa há muitos anos, mas seu valor de exportação tem pouco impacto sobre a economia.[carece de fontes?]
Outras indústrias agrícolas têm sido menos bem sucedidas. A produção de cana-de-açúcar, originalmente estabelecida pelos alemães no início do século XX, poderia ser bem-sucedida. Trilhas de trem antigas para o transporte de cana podem ser vistas em algumas plantações a leste de Apia. Os abacaxis crescem bem em Samoa, mas além do consumo local não houve uma grande exportação.[carece de fontes?]

## Cultura
A fa'a Samoa, ou o caminho tradicional samoano, continua a ser uma força forte na vida e na política samoanas. Apesar de séculos de influência europeia, Samoa mantém seus costumes históricos, sistemas sociais e políticos e linguagem. Os costumes culturais, como a cerimônia da avó de Samoa, são rituais significativos e solenes em ocasiões importantes, incluindo o outorgamento dos principais títulos de matai. Itens de grande valor cultural incluem o finamente tecido 'ie toga'.
A mitologia samoana inclui muitos deuses com histórias de criação e figuras de lendas como Tagaloa e a deusa da guerra Nafanua, filha de Saveasi'uleo, governante do reino espiritual Pulotu. Outras lendas incluem a conhecida história de Sina e Eel que explica as origens do primeiro coqueiro.
Alguns samoanos são espirituais e religiosos, e sutilmente adaptaram a religião dominante do cristianismo para "encaixar" com a fa'a Samoa e vice-versa. As crenças antigas continuam a coexistir lado a lado com o cristianismo, particularmente no que diz respeito aos costumes e rituais tradicionais das faa Samoa. A cultura samoana é centrada em torno do princípio de vāfealoa'i, as relações entre as pessoas. Essas relações são baseadas no respeito, ou fa'aaloalo. Quando o cristianismo foi introduzido em Samoa, a maioria dos samoanos se converteu. Atualmente, 98% da população se identifica como cristã.
Alguns samoanos vivem um modo de vida comunal, participando em atividades coletivamente. Exemplos disso são as tradicionais fachadas samoanas (casas) que estão abertas sem paredes, usando persianas feitas de palmeiras de coco na noite ou mau tempo.
A palavra samoana para a dança é siva com movimentos suaves e únicos do corpo no tempo da música e que contam uma história, embora as danças masculinas samoanas possam ser mais rápidas. O sasa também é uma dança tradicional em que as fileiras de dançarinos realizam movimentos sincronizados rápidos no tempo ao ritmo dos tambores de madeira (pate) ou tapetes laminados. Outra dança realizada por homens é chamada de fa'ataupati ou dança de bofetadas, criando sons rítmicos ao tapar diferentes partes do corpo. Acredita-se que tenha sido derivado do hábito de estapear insetos.
A forma e a construção da arquitetura tradicional de Samoa era uma habilidade especializada por Tufuga fai fale que também estava vinculada a outras formas de arte cultural.

### Cultura contemporânea
Albert Wendt é um importante escritor samoano cujos romances e histórias contam a experiência samoana. Em 1989, seu romance Flying Fox in Freedom Tree foi transformado em um filme de longa-metragem na Nova Zelândia, dirigido por Martyn Sanderson. Outro romance Sons for the Return Home também foi transformado em um longa-metragem em 1979, dirigido por Paul Maunder.
O falecido John Kneubuhl, nascido em Samoa Americana, foi um dramaturgo e roteirista e escritor. Sia Figiel ganhou o Prêmio dos Escritores da Commonwealth de 1997 para a ficção na região sudeste da Ásia / Pacífico Sul com a novela "Onde nós já pertencíamos". Momoe Von Reiche é um poeta e artista internacionalmente reconhecido. Tusiata Avia é um poeta de performance. Seu primeiro livro de poesia Wild Dogs Under My Skirt foi publicado pela Victoria University Press em 2004. Dan Taulapapa McMullin é um artista e escritor. Outros poetas e escritores samoanos incluem Sapa'u Ruperake Petaia, Eti Sa'aga e Savea Sano Malifa, o editor do Samoa Observer.
Na música, bandas locais populares incluem The Five Stars, Penina o Tiafau e Punialava'a. A capa da irmã Yandall da canção Sweet Inspiration alcançou o número um nas paradas da Nova Zelândia em 1974. O rei Kapisi foi o primeiro artista de hip hop a receber o prestigiado prêmio APRA Silver Scroll da Nova Zelândia em 1999 pela canção Reverse Resistance. O video musical de Reverse Resistance foi filmado em Savai'i em suas aldeias. Outros artistas bem-sucedidos do hip hop samoano incluem o rapper Scribe, Dei Hamo, Savage e Tha Feelstyle, cujo video musical Suamalie foi filmado em Samoa.
Lemi Ponifasio é um diretor e coreógrafo que é proeminente internacionalmente com sua empresa de dança MAU. A empresa Neil Ieremia Black Grace também recebeu aclamação internacional com passeios pela Europa e Nova York. O hip hop teve um impacto significativo na cultura samoana. De acordo com Katerina Martina Teaiwa, doutora da Universidade do Havaí em Manoa, "a cultura hip hop em particular é popular entre a juventude samoana". Como muitos outros países, a música hip hop é popular. Além disso, a integração dos elementos do hip hop na tradição samoana também "atesta a transferibilidade das próprias formas de dança" e para os "circuitos através dos quais as pessoas e todo o seu conhecimento incorporado viajam". Dançar tanto na sua forma tradicional quanto nas formas mais modernas, permaneceu uma moeda cultural central para os samoanos, especialmente os jovens.
A diretora Sima Urale é uma cineasta premiada. O curta-metragem de Urale, O Tamaiti, ganhou o prestigioso prêmio de Melhor Curta-metragem no Festival de Cinema de Veneza em 1996. Seu primeiro longa-metragem, "Apron Strings", abriu o Festival de Cinema Internacional NZ 2008. O longa-metragem Siones Wedding, co-escrito por Oscar Kightley, teve sucesso financeiro após estreias em Auckland e Apia. O filme de 2011 The Orator foi o primeiro filme totalmente samoano, filmado em Samoa na língua samoana, com um elenco samoano contando uma história exclusivamente samoana. Escrito e dirigido por Tusi Tamasese, recebeu muita aclamação e atenção crítica em festivais de cinema em todo o mundo.
O ator e diretor Nathaniel Lees apareceu em muitas produções teatrais e filmes, incluindo seu papel como Mifune na trilogia The Matrix. Alguns dramaturgos conhecidos incluem Oscar Kightley, Victor Rodger, Makerita Urale e Dianna Fuemana, dramaturgo samoano de Niue.

### Esportes

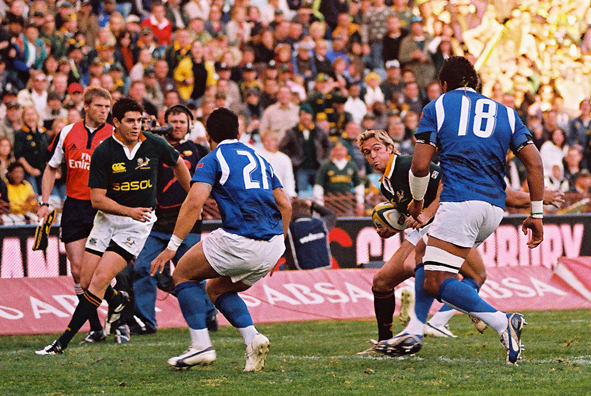
jogadores da seleção nacional de rugby (de azul)

Os principais esportes praticados em Samoa são o rugby, o críquete de Samoa e o netball. Nas aldeias samoanas, o voleibol também é popular.
O rugby é o esporte nacional em Samoa e a equipe nacional, apelidada de Manu Samoa, é consistentemente competitiva contra equipes de nações muito mais populosas. Samoa esteve em todas as Copas do Mundo de Rugby desde 1991 e chegou às quartas de final em 1991, 1995 e na segunda rodada da Copa do Mundo de 1999. Na copa do mundo de 2003, Manu Samoa quase bateu os eventuais campeões mundiais, a Inglaterra. Samoa também jogou na Copa das Nações do Pacífico e nas Tri-Nações do Pacífico. O esporte é governado pela Samoa Rugby Football Union, que é membro da Pacific Islands Rugby Alliance e, portanto, também contribui para a equipe internacional da união de rugby das Ilhas do Pacífico.